# پیمان شیرزادی
پیمان شیرزادی (زادهٔ ۳ شهریور ۱۳۶۷) بازیکن فوتبال اهل ایران است، که در پست دفاع چپ بازی می‌کند.

## سوابق باشگاهی
نیروی زمینی
در سال ۲۰۱۲ با قرار دادی به این باشگاه حاضر در لیگ یک پیوست.
مس سرچشمه
با قرار دادی به مدت یک فصل به این باشگاه پیوست و ۱۵ بازی برای این تیم انجام داد.
استقلال اهواز
شیرزادی با قرار دادی به مدت یک فصل به این باشگاه پیوست و در اکثر بازی ها حضور داشت و ۲۰ بازی انجام داد.
مس رفسنجان
با قرار دادی به این باشگاه پیوست و در این تیم بازی انجام داد.
استقلال خوزستان
او پس از درخشش در باشگاه فوتبال استقلال خوزستان مورد توجه تیم های زیادی قرار گرفت.
فولاد خوزستان
و باشگاه فوتبال فولاد خوزستان قرار گرفت و در تاریخ ۲۶ تیرماه ۱۳۹۶ به این باشگاه پیوست و پس از یک فصل حضور نه چندان موفق از این تیم جدا شد.
شاهین بوشهر
در سال ۲۰۱۹ به باشگاه فوتبال شاهین بوشهر تیم ریشه دار بوشهری به مدت دو فصل پیوست. 
چادر ملو
در ادامه ماجرا جوی های خود به باشگاه فوتبال چادر ملو پیوست.